# Dudley Coutts Stuart

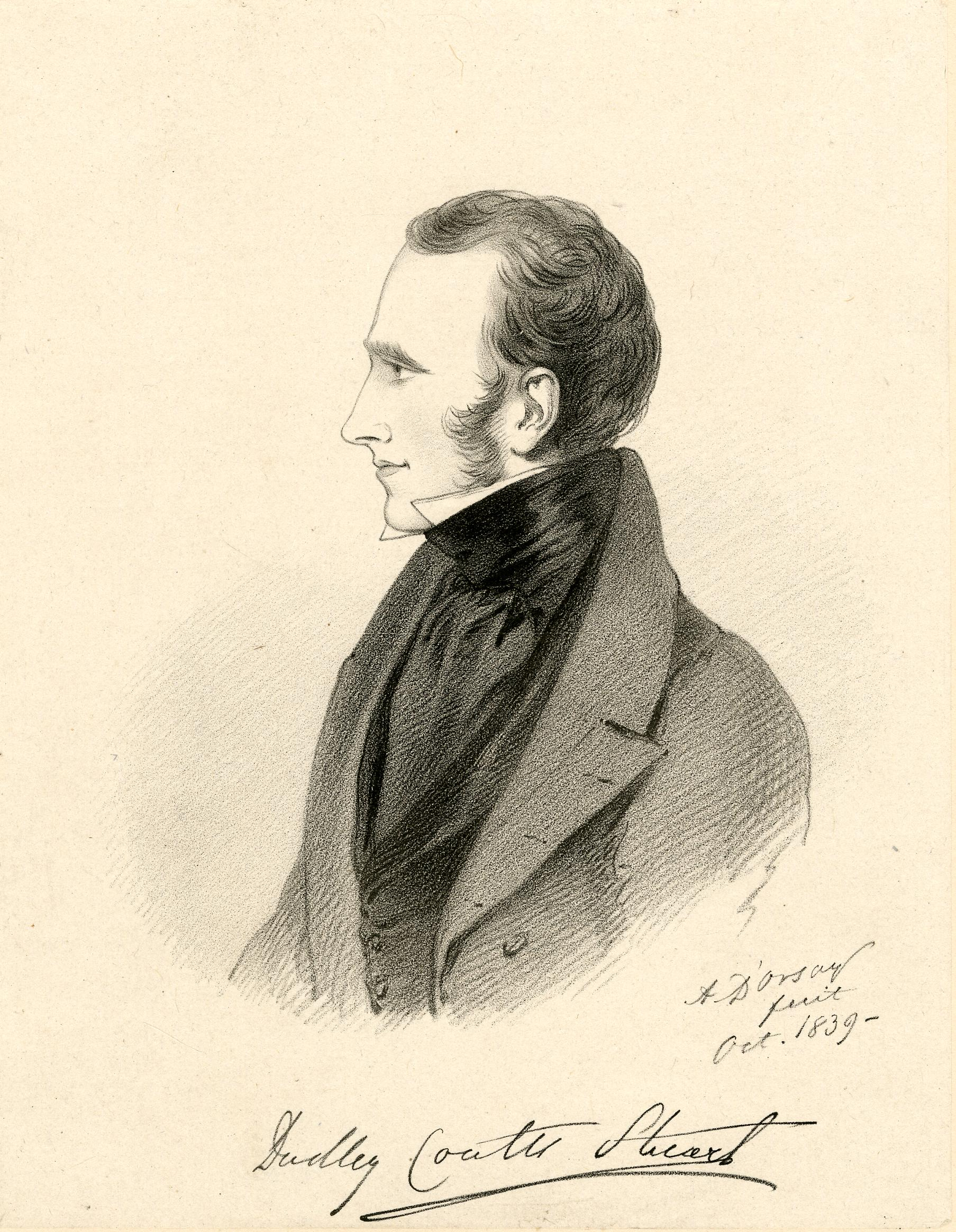
Lord Dudley Coutts Stuart, um 1839

Lord Dudley Coutts Stuart (* 11. Januar 1803 in London; † 17. November 1854 in Stockholm) war ein britischer Politiker.

## Herkunft
Er war ein Sohn von John Stuart, 1. Marquess of Bute, und seiner zweiten Ehefrau Frances Coutts, einer Tochter des Bankiers Thomas Coutts und dessen erster Frau Susan Starkie. Da er sieben ältere Halbbrüder hatte, hatte er keine Chancen, den Titel seines Vaters zu erben, sondern führte nur das Höflichkeitsprädikat Lord.

## Leben

### Jugend und Ausbildung
Nach dem Tod seines Vaters 1814 zog seine Mutter mit ihm nach Neapel. Vor allem seine Mutter lehrte ihn Mitgefühl und einen ausgeprägten Sinn für Gerechtigkeit. Er studierte ab 1820 am Christ’s College der Universität Cambridge, wo er 1823 sein Studium als Master of Arts abschloss. Als junger Mann galt er als attraktiv und bewundernswert, Charles Dickens soll ihn als Vorbild für seine 1860 entstandene Erzählung The Italian Prisoner, in der ein zu Unrecht verurteilter Gefangener befreit wird, genommen haben.

### Heirat mit Napoleons Nichte
Nach seinem Studium reiste er erneut nach Italien, wo er Christina Alexandrine Egypta, eine Tochter von Lucien Bonaparte und damit eine Nichte Napoleons, kennenlernte. Sie war fünf Jahre älter als er und von ihrem Mann, dem schwedischen Grafen Aasvid de Possé, verlassen worden. Die Aufhebung der Ehe war beantragt, doch noch nicht genehmigt worden. Dennoch heirateten die beiden heimlich nach katholischem Ritus 1824 bei Rom. Im folgenden Jahr wurde ihr Sohn geboren. Nachdem sie gehört hatten, dass Possé gestorben sei, heiratete Stuart zum Entsetzen eines Großteils seiner Familie sie 1826 auch offiziell nach anglikanischem Ritus in Florenz. Der Versuch, ihren Sohn als ehelich zu legitimieren, scheiterte jedoch, nachdem Anfang 1827 festgestellt wurde, dass Possé noch lebte. Daraufhin musste die Annullierung der Ehe von Possé und Christine erneut beantragt werden. Gegen eine Zahlung von 5000 £ ließ Possé sich ärztlich für zeugungsunfähig erklären, worauf die Ehe 1828 aufgelöst wurde.

### Mitglied des Unterhauses und Unterstützer der Wahlkreisreform
Durch Vermittlung seiner Mutter wurde Stuart Kandidat der Tories für das Borough Arundel, für das er 1830 als Abgeordneter in das House of Commons gewählt wurde. Er wurde anfangs politisch stark durch seinen Onkel Sir Francis Burdett, 5. Baronet, beeinflusst und unterstützte wie dieser eine Wahlkreisreform, auch wenn dadurch seine eigene Wiederwahl gefährdet wurde. In seiner ersten Rede im House of Commons am 7. März 1831 sprach Stuart sich eindeutig für eine Reform aus, die noch umfassender sein sollte als es die bisherigen Entwürfe vorsahen. Er wurde jedoch auch bei den nach dem Reform Act 1832 stattfindenden Wahlen 1832 und 1835 wiedergewählt.

### Vorkämpfer der polnischen Unabhängigkeit in Großbritannien
1832 lernte er Adam Czartoryski, Julian Ursyn Niemcewicz und Władysław Zamoyski, drei im englischen Exil lebende Mitglieder des gescheiterten polnischen Novemberaufstands gegen die russische Herrschaft, kennen. Besonders Czartoryski, der zuvor Minister des Zaren gewesen war, machte tiefen Eindruck auf ihn. Stuart wurde der führende Organisator einer Aktion, um Hunderte von oft mittellosen polnischen Emigranten in England zu helfen. Dabei wurde er von der von Thomas Campbell 1832 gegründeten London Literary Association of the Friends of Poland (LAFP) unterstützt, deren stellvertretender Präsident er 1833 wurde. Stuart wurde noch vor dem nominellen Präsidenten Thomas Wentworth Beaumont. Nach Beaumonts Tod 1848 wurde Stuart Präsident der Vereinigung, die unter seiner Führung die polnischen Exilanten wirkungsvoll und öffentlichkeitswirksam unterstützen konnten. Aufgrund der Initiativen Stuarts bewilligte das House of Commons 1834 10.000 £ und bis 1838 weitere bedeutende Beträge zur Unterstützung der polnischen Flüchtlinge, die von der LAFP verteilt wurden.
Neben der direkten Hilfe für die Flüchtlinge in England setzte sich Stuart öffentlich für den polnischen Kampf um ihre nationale Unabhängigkeit ein. Er war überzeugt, dass ein selbständiger polnischer Staat nicht nur eine Frage der Gerechtigkeit, sondern auch im Interesse Großbritanniens sei, dass zu dieser Zeit mit dem russischen Reich über die Vormachtstellung in Zentralasien zunehmend in Konflikt geriet.
Infolge seines Einsatzes lehnte er alle politischen Ämter ab, sein einziger Wunsch war, britischer Botschafter in Warschau zu werden. Im House of Commons wurde Stuart bei seinem Kampf für die polnischen Interessen von Stratford Canning, Joseph Hume, Robert Cutlar Fergusson, David Urquhart und anderen Politikern unterstützt. Durch die von ihnen geführten Debatten wuchs in Großbritannien eine anti-russische Stimmung, doch ihre Warnungen vor der wachsenden russischen Gefahr und ihre Forderungen nach einer stärkeren Unterstützung des Osmanischen Reichs wurden von Gegnern wie Richard Cobden und anderen oft belächelt und verspottet.
Bei den Wahlen von 1837 verlor Stuart sein Mandat für Arundel an Henry Fitzalan-Howard, Lord Fitzalan. Damit konnte er die polnische Sache nur noch indirekt im House of Commons vertreten, so dass er sein Anliegen stattdessen durch Versammlungen sowie durch Publikationen und die Presse vorbringen musste. Seine Ehe scheiterte 1840, als seine Frau ihn verließ und nach Rom zog, wo sie 1847 starb. In diesem Jahr wurde Stuart als Abgeordneter für Marylebone erneut in das House of Commons gewählt, 1852 erfolgte seine Wiederwahl. Nachdem sich seine Hoffnungen, durch die Revolutionen von 1848 würde Polen seine Unabhängigkeit wieder gewinnen können, zerschlagen hatten, wurde er zu einem Unterstützer des ungarischen Freiheitskampfes. Nachdem Österreich mit Hilfe von Russland Ungarn zurückgewonnen hatte, setzte sich Stuart für die mehreren Tausend ungarischen Flüchtlinge aus, die in Gebiete des Osmanischen Reichs geflüchtet waren und deren Auslieferung von Österreich und Russland gefordert wurde.

### Kampf um internationale Unterstützung und Tod
Nach 1850 nahmen Stuarts öffentliche Aktivitäten ab. Dennoch gab er seine Unterstützung des polnischen Freiheitskampfes nicht auf. Von 1853 bis 1854 reiste er in das Osmanische Reich, um dort für den Kampf polnischer Exilanten im Krimkrieg gegen Russland zu werben. Im Herbst 1854 reiste er nach Schweden, um bei König Oskar I. um Unterstützung für die polnische Unabhängigkeit und um die Teilnahme Schwedens am Krimkrieg zu werben. Dort starb er an einer Lungenentzündung.
Sein unerwarteter Tod wurde in Großbritannien tief bedauert. Sein Leichnam wurde nach England zurückgebracht und in der Pfarrkirche All Saints in Hertford, wo er zuletzt bei seiner Nichte Elizabeth Townsend, einer Tochter seines Halbbruders Lord George Stuart, gelebt hatte, begraben. Seinen umfangreichen Grundbesitz erbte sein Sohn Paul Amadee Francis Coutts Stuart, der zunächst Captain des 68th (Durham) Regiment of Foot (Light Infantry) war, jedoch nach einem Reitunfall invalide wurde und 1889 unverheiratet starb, woraufhin die Kinder seiner Nichte Elizabeth Townsend seine Besitzungen erbten.